# Кошише
Кошише (словен. Košiše) — поселення в общині Камник, Осреднєсловенський регіон, Словенія. Висота над рівнем моря: 430,4 м.